# Вірменознавство

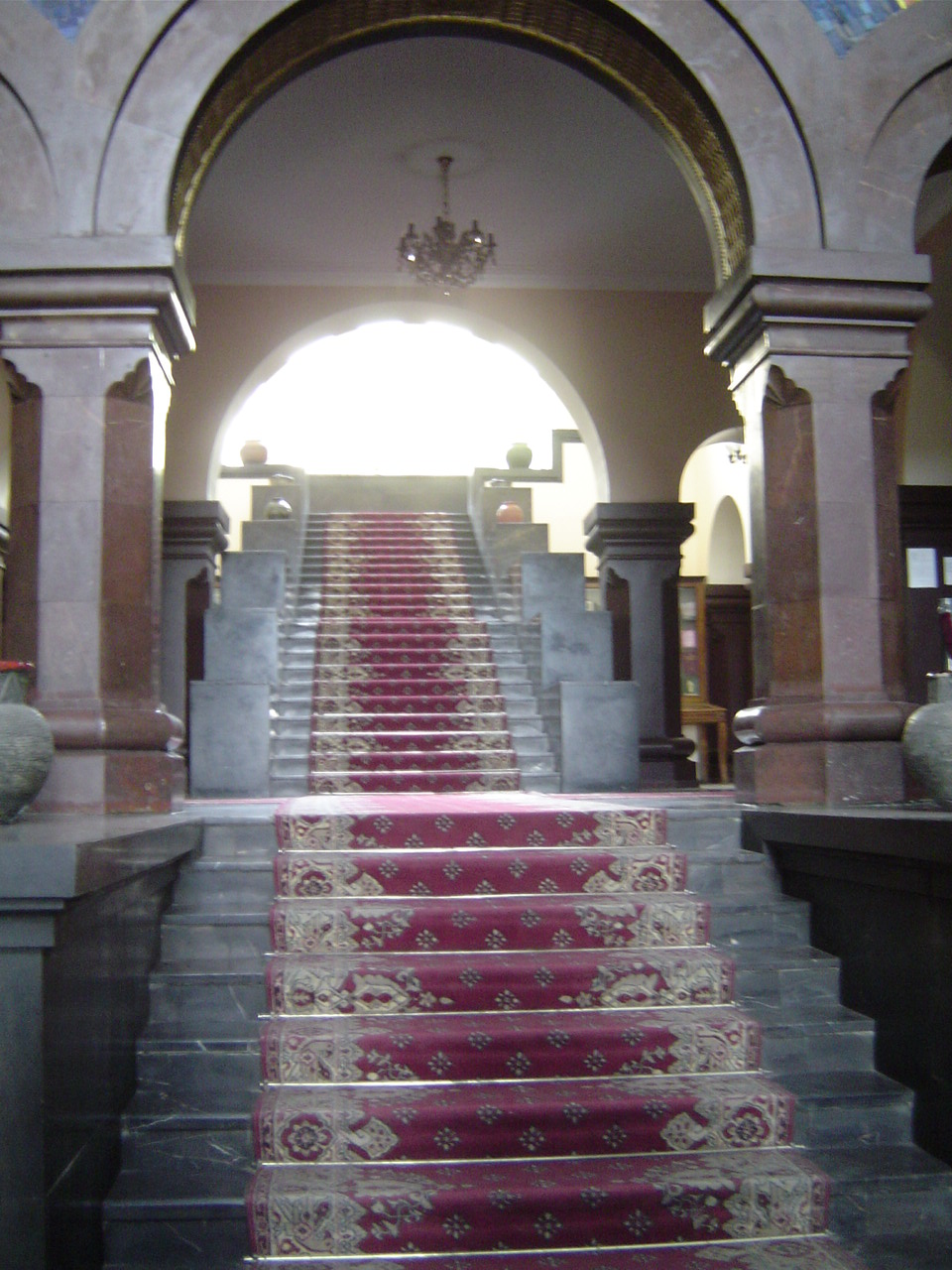
Цими сходами можна потрапити до найбагатшої у світі колекції вірменських манускриптів, що зберігається в Інституті рукописів Матенадаран, Єреван

Вірменознавсто, Вірменологія, Вірменістика (вірм. Հայագիտություն, англ. Armenology) — напрямок науки, що займається вивченням вірменської мови, історії та культури вірменського народу та Вірменії загалом. 

## Історія та розвиток. XVII— початок XX століття

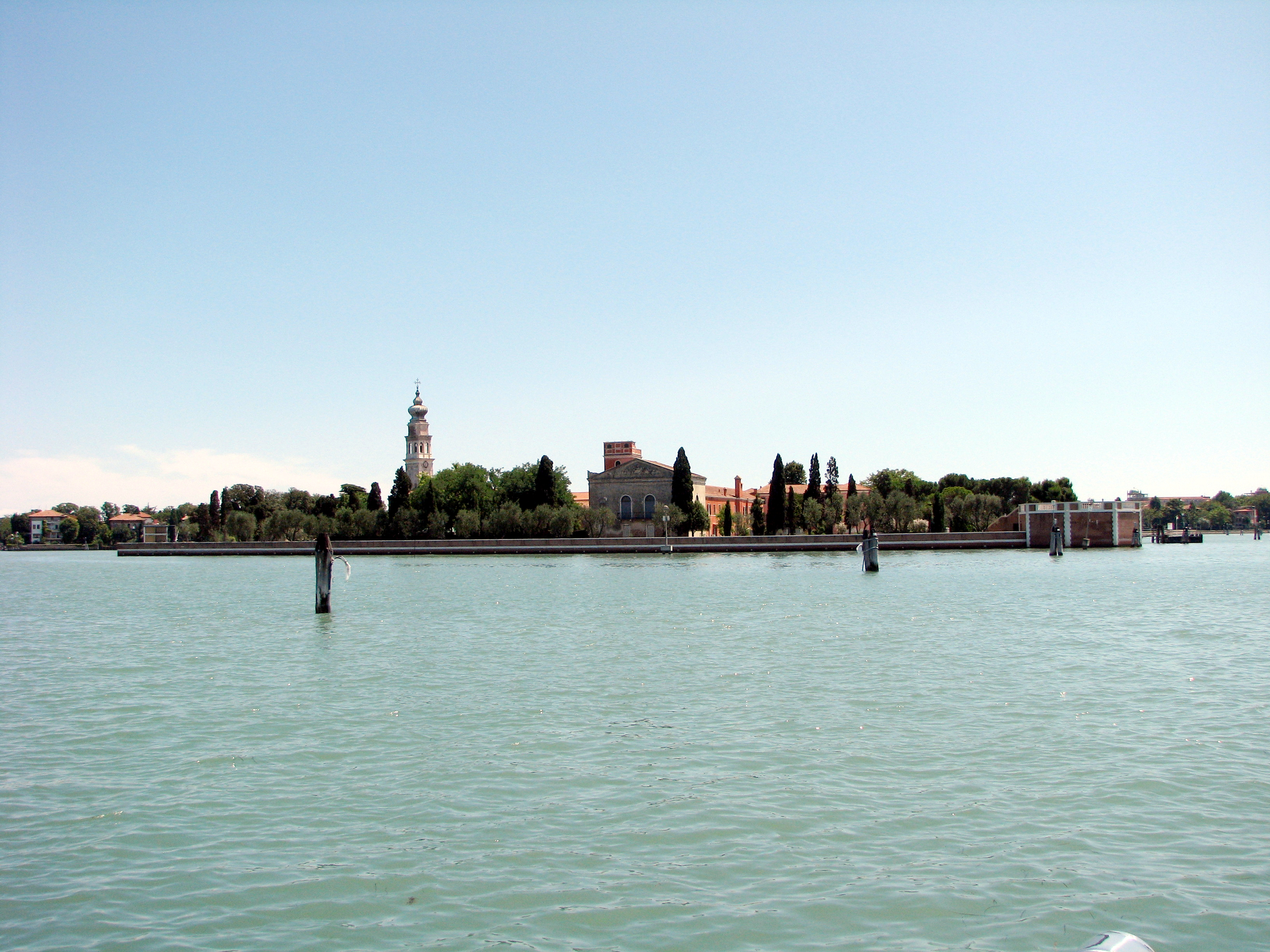
Мхітаристське абатство у Венеції — один із центрів розвитку вірменознавства з початку XVIII століття

Як самостійний напрямок науки вірменознавство сформувалося в XVII — XVIII століттях, хоча інтерес до Вірменії та вірменського народу спостігався ще з античності. До XX століття вірменознавство розвивалося переважно за межами Вірменії — в Європі та Росії. Серед головних його центрів були Венеція, Відень, Москва, Санкт-Петербург, Тифліс, Константинополь, Париж, Лондон, Берлін, Лейпциг, у самій Вірменії — Вагаршапат. 
Вірменознавство тісно взаємопов'язане з візантологією, кавказологією, урартологією, сходознавством та іншими напрямками науки. 

### Мовознавство

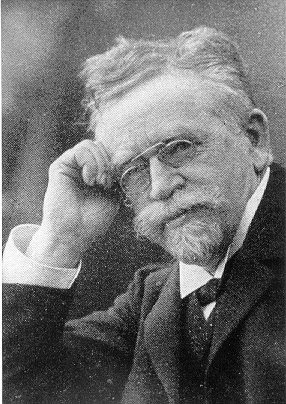
Німецький вірменолог Генріх Хюбшман

Уже на рубежі XVII–XVIII століть вірменські мислителі працювали на підступах до порівняльно-історичного мовознавства (наукове вивчення вірменської мови бере початок з V століття). У вірменознавстві лінгвістика починає розвиватися у XVIII — XIX століттях. Вона досягає нового рівня завдяки Мхітарові Себастаці (1676–1749), Геворг Чамічяну, Габріелю Аветікяну, А. Айтіняну, Арсену Багратуни (1843–1911) та ін. 
Значний внесок у розвиток вірменської лексикографії зробили М. Себастаці, Г. Аветікян, Г. Сюрмелян, М. Авгерян (1762–1854), М. Каджуні, М. Магак-Теопілянц, М. Бжшкян, М. Потурян, М. Джахджахян, Г. Авгерян (1750–1827), А. Азарян, А. Дузян, Є. Франгян, Г. Дагбашян, Т. Толакідес (Чолагян) та ін.
Порівняльно-історичне вивчення вірменської мови розвивалося в працях Г. Петермана, Ф. Віндшмана, Ф. Боппа, Ф. Мюллера, П. Лагард, К. Патканова, С. Тервішяна, М. Лауер, С. Бугге, Г. Хюбшмана, та ін. Особливо вагомий внесок у вірменське мовознавство зробив французький філолог А. Мейє. 
Серед інших відомих дослідників вірменської мови слід згадати Г. Ачаряна, М. Абегяна, П, Єнсенса, М. Бітнера, К. Броскельмана, Г. Батрупяна, Г. Педерсена, Н. Марра та ін.. 

### Джерелознавство
Одним з центральних питань вірменознавства було і залишається наукове вивчення, видання та переклади давньовірменських істориків.  Вірменське наукове джерелознавство бере свій початок з видання у Амстердамі 1695 року «Історії Вірменії» Мовсеса Хоренаці. 
У цій галузі вірменознавства значний внесок зробили К. Патканян, М. Емін, Г. Алішан, М. Абегян, Г. Ачарян, В. Лангула, М. Чамчяна, Г. Інчічян, Сен-Мартен, Ф. Конібер, Н. Бюзандаці, Г. Ташчян, М. Броссе, Г. Маркварт та ін. 

### Географія

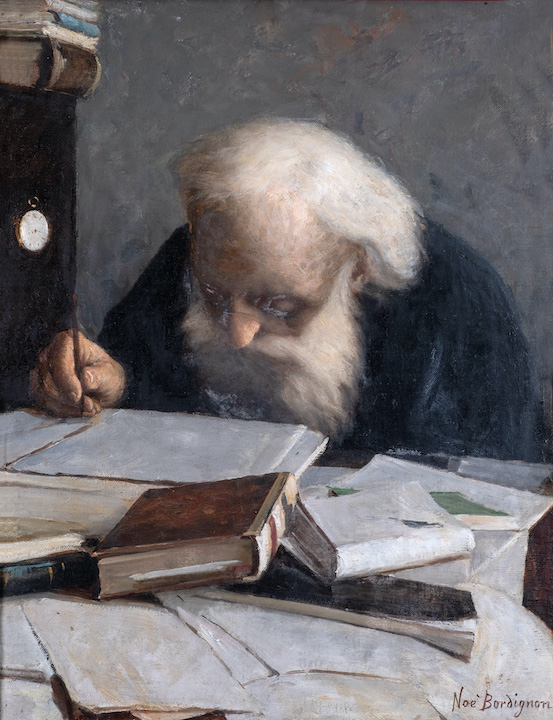
Гевонд Алішан

Ще в кінці XVIII століття С. Агонц та Г. Інчічян розпочинають роботу над створенням багатотомника «Географія світу з чотирьох частин» (т. 1 — 10, 1802–1806), з якого починається новий етап наукового вивчення географії Вірменії (ще з середньовіччя були відомі «Ашхарацуйц» Шіракаці, праці Аревелці та ін.). 
У цій галузі особливо вагомий внесок зробив Г. Алішан, автор праць «Топоніміка Великої Вірменії» (1853), «Сісеван»  (1885), «Ширак» (1881) «Айрарат» (1890), «Сісакан» (1893), тощо. 

### Етнографія та філологія

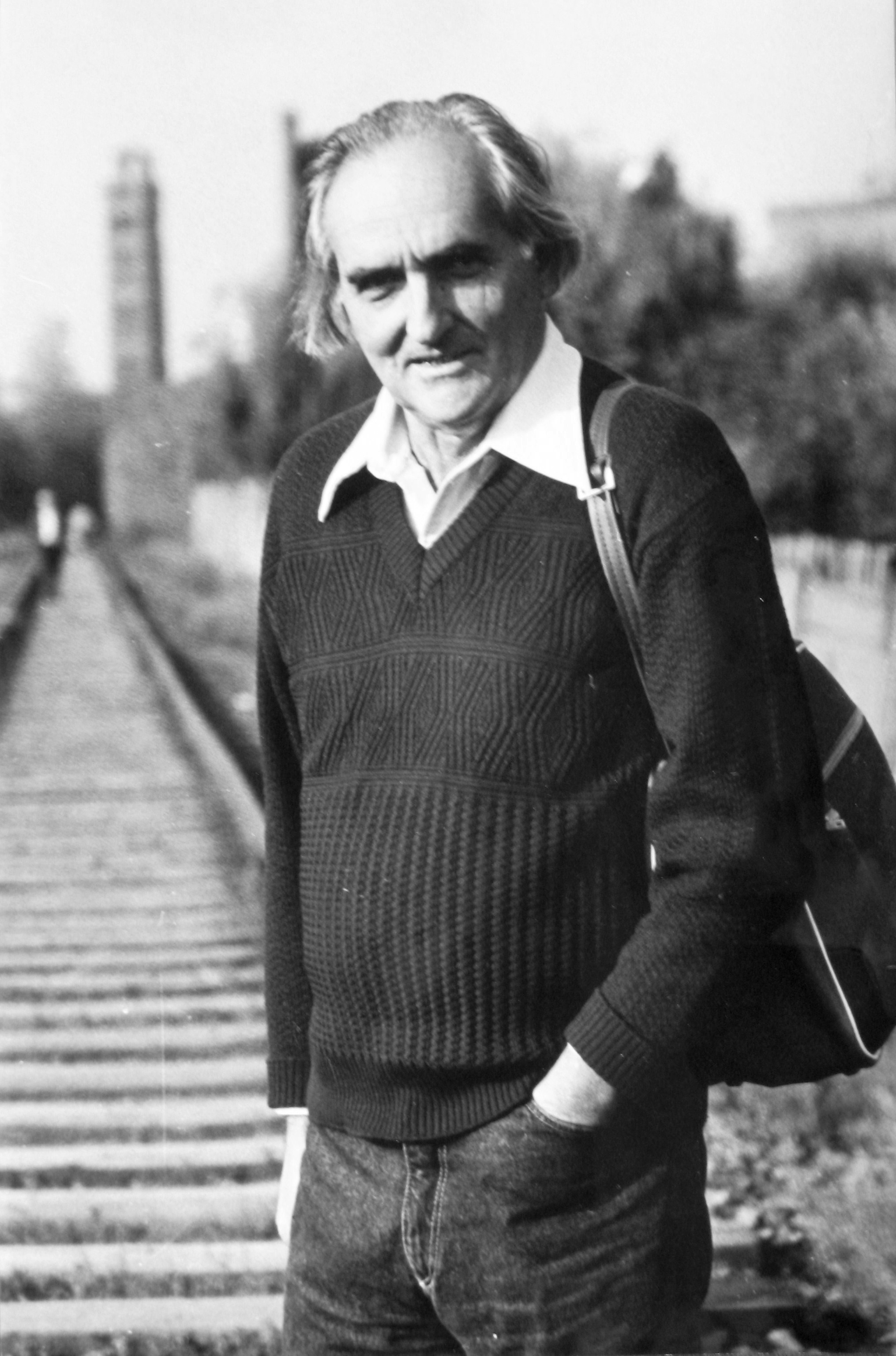
Ярослав Дашкевич

Вивченням вірменської етнографії та філології почали займатися мхітаристи. Ці дослідження особливо розвинулися починаючи з 1870-х років, коли Гарегін Срвандзтян зібрав та видав з різних провінції історичної Вірменії багаті етнографічні та філологічні матеріали  («Гроцій-броц», 1874, «Хноц-нороц», 1874, «Манана», 1876, «Амов-отов», 1884, «Торос Ахбар», т. 1 — 2, 1879–1887). Пізніше значну роботу в цьому напрямку проробили Мкртич Хрімян, Г. Шеренц, М. Мірахорян, Г. Чанікян, Є. Лалалян, Ф. Ленорман, Ж. Морган та ін. 

### Історична наука
Нове наукове вивчення історії Вірменії почало формуватися на початку XVIII століття. Венеційський мхітарист Мікаель Чамчян на основі вірменських та інших історичних джерел написав загальну історію Вірменії від початку до XVIII сторіччя («Історія Вірменії», т. 1 — 3, 1784–1786). У багатьох питаннях політичної історії ця праця зберігає свою наукову цінність і досі. 
Пізніше загальні огляди з історії Вірменії написали Г. Гатрчян, С. Паласанян, К. Костанянц, К. Басмаджян, М. Орманян, Г. Гелцер, Ж. де Морган, Ф. Турнбіз, та ін. 
Окремі епохи історії Вірменії досліджувалися у працях А. Гарагашяна, Г. Астуряна, Г. Халатянца, Г. Сантлчяна, Н. Акіняна, Н. Адонца, М. Казаряна, Г. Топчяна, Г. Аслана, Ф. Форер, К. Гутербока та ін. Було створено цінні праці, присвячені економічним, культурним та іншим аспектам історії вірменського народу (Є. Хубов, Г. Шаххатунян, С. Джалалянц, Г. Забаналян, Г. Арцруні, С. Єгиазаров, К. Тер-Мкртчян, А. Еріцян, К. Езян, В. Зардарян, Лео, А. Замінян, І. Джавахов, Ш. Діль, К. Ексхард, В. Бернхард, В. Брюсов та ін.). 
Історії вірменських колоній було присвячено праці М. Бжкяна, А. Алтуняна, Г. Тер-Ованянца, Г. Шермазаняна, М. Сета, К. Кушнеряна, Г. Говрікяна, Є. Шахазіз, Д. Петікяна, Н. Агазарма, С. Габамачяна, М. Гаспаряна, А. Теодоровича, Х. Лукача, Ф. Бішофа, С. Баронча, Б. Антоновича, Ф. Бруна, Н. Йорга та ін. 

### Археологія
У Вірменії археологічні дослідження почали проводити ще на початку XIX століття, проте перші серйозні розкопки було проведено лише з 1870-х років. Особливо важливими виявилися розкопки Миколи Марра в Ані (1892–1893, 1904–1917) а також В. Білки і К. Хехман-Хаупт в Топрак-Кале (Ван). У цій сфері важливу роль мали А.Калантар (керував розкопками в Ані в 1914 року, а потім і в багатьох регіонах Вірменії, заснував кафедру археологіі в Єреванському університеті), Т. Тороманян та ін. 

## Вірменознавчі центри, асоціації та програми

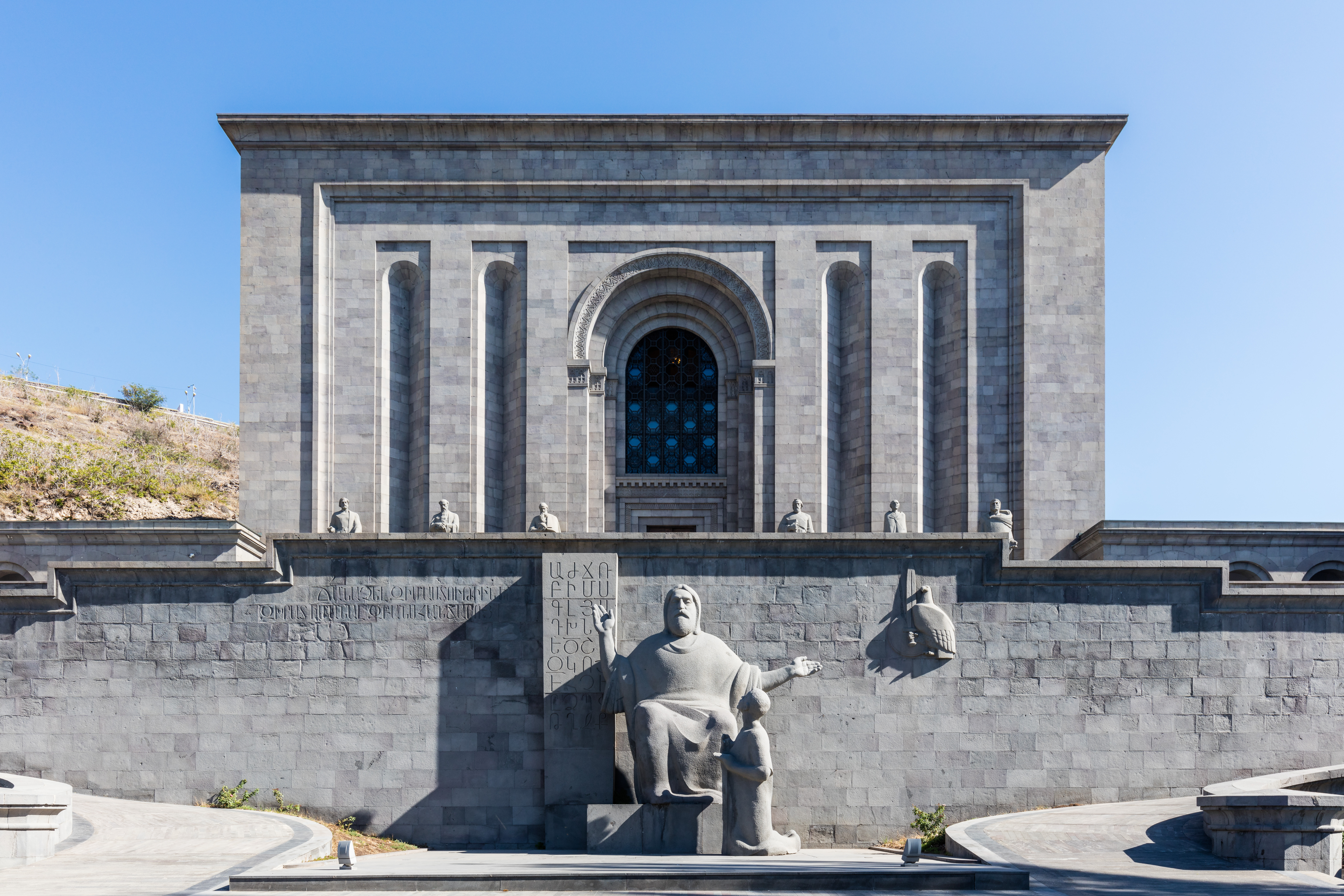
Матенадаран

### Вірменія
- Інститут давніх рукописів Матенадаран імені св. Месропа Маштоца
- Інститут історії НАН Вірменії [Архівовано 31 травня 2011 у Wayback Machine.]

### Європа і США
- Товариство вірменознавців [Архівовано 11 серпня 2010 у Wayback Machine.] (SAS) Гарвардського університету
- Вірменознавча програма Мічіганского університету
- Вірменознавча програма Оксфордського університету
- Міжнародна вірменознавча асоціація [Архівовано 3 жовтня 2011 у Wayback Machine.] (I.A.A.S)
- Національна асоціація вірменознавчих досліджень [Архівовано 1 травня 2010 у Wayback Machine.] (NAASR)
- Вірменознавчий національний центр [Архівовано 12 липня 2010 у Wayback Machine.]
- Міжнародний вірменський центр політичних досліджень (AIPRG)
- Вірменський національний інститут [Архівовано 24 грудня 2019 у Wayback Machine.]
- Інститут Комітаса [Архівовано 25 січня 1999 у Wayback Machine.]
- Інститут Зоряна
- Науково-освітній фонд «Нораванк» [Архівовано 22 квітня 2013 у Wayback Machine.] м. Єреван

### Інші країни
- Вірменознавча програма [Архівовано 24 травня 2011 у Wayback Machine.] Єврейського університету Єрусалиму

## Періодичні видання
- Базмавеп[en] (з 1843 року)
- Андес Амсоря[en] (з 1887 року)

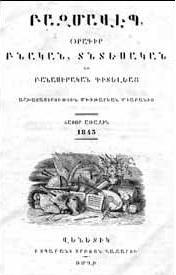
Журнал «Базмавеп», 1845 р.

- Revue des études Arméniennes[en] (з 1920 року)
- Вісник суспільних наук (з 1940 року)
- Вісник Матенадарану (вірм., з 1941  року)
- Історико-філологічний журнал[en] (з 1958 року)
- Вісник Єреванського університету (з 1967 року)

## Відомі вірменознавці
- Ярослав Дашкевич
- Клементе Галяно
- Олександр Каджан
- Генріх Хюбшман
- Йозеф Маркварт
- Марій Броссе
- Микола Марр
- Микола Адонц
- Гевонд Алішан
- Магакія Орманян
- Степан Малхасянц
- Рачья Бартікян
- Олександр Каковкін
- Гольґер Педерсен
- Герасим Езов